# E le ricanto per voi
E le ricanto per voi è un album del cantante italiano Mauro Nardi del 1989 contenente 10 brani in lingua napoletana. L'album contiene brani già incisi dal cantante rieseguiti in studio di registrazione per questo nuovo album e qualche inedito e più Chitarra vagabonda vecchio brano appartenente alla canzone classica napoletana.

## Tracce
1. Chitarra vagabonda – 4:10 (Romeo Livieri)
2. Ricordi – 4:01 (D'Angelo - Russo)
3. Amare te (I Just Called to Say I Love You) – 4:03 (Stevie Wonder)
4. Un'estate al mare – 3:53 (Mangieri - B. Lanza - Amura - Mirabella)
5. Illusioni – 3:15 (D'Angelo - Russo)
6. Fidanzati – 5:19
7. E' desiderio – 3:52
8. E te fai sempe cchiu bella – 3:32
9. ...E arriva lui – 3:40 (Casaburi - Bevilacqua)
10. For'a scola – 3:49